# CRAZY KEN BAND ALL TIME BEST 愛の世界
『CRAZY KEN BAND ALL TIME BEST 愛の世界』（クレイジーケンバンド・オールタイムベスト あいのせかい）は、2017年8月2日に発売されたクレイジーケンバンド初のオールタイム・ベスト・アルバム。通常盤・初回盤・CKB友の会限定盤の3形態で発売。

## 概要
デビュー20周年を記念した本作は横山剣自ら選曲した60曲のCD3枚組ベスト・アルバム。初回盤は3CD＋2DVD、CKB友の会限定盤は3CD＋4DVD（初回盤全容+MV集2DVD+200頁豪華写真集同梱の豪華BOX）と、形態により内容が異なっている。

## 収録曲
全曲作詞・作曲：横山剣（特記以外）

### DISC.1　CD
1. スージー・ウォンの世界 CKB仕様
2. Sami-T Says  0102 発射!!!
3. 肉体関係 part2 逆featuring クレイジーケンバンド
  - 作詞：横山剣/坂間大介/佐々木士郎/山本仁
4. タオル
5. SOUL FOOD
6. 昼顔
7. モータータウン・スイート
  - 作詞・作曲：横山剣/菅原愛子
8. ボタンのかけ違い（freedom custom guitar research horaguchi special precision bass version）
9. あぶく
10. ランタン
11. カフェレーサー -canggu beach 2211-
12. 太陽 - sunbeam -
13. True Colors
14. タイに行きたい
15. 木彫りの龍
16. Sami-T Says  0116
17. GT
18. 流星ドライブ
19. おにいちゃん
20. Let's Go Crazy Ken Band
21. タイガー&ドラゴン 別珍仕様

### DISC.2　CD
1. 愛の世界   CKB仕様
2. レコード
3. 空っぽの街角
4. 発光!深夜族
5. 夜明け
6. インターナショナル・プレイガール
7. 京都野郎
8. 路面電車
9. 混沌料理
10. シンガプーラ
11. メリメリ
12. ガールフレンド
13. Loco Loco Sunset Cruise
14. せぷてんばぁ
15. Sami-T Says 0215
16. Wonderful Days CKB仕様
  - 作詞：Chozen Llee　作曲：Fire Ball/DOUBLE BARREL
17. 男の滑走路   First Class 6422
18. 生きる。

### DISC.3　CD
1. 俺たち海坊主
2. 葉山ツイスト（the readymade ye ye track）
3. プレイボーイ・ツイスト
4. 不良倶楽部
5. 猫
6. 昼下がり
7. 円盤
8. 金龍酒家
9. ロサンゼルスの中華街
10. 小東京
11. California Roll
12. 指輪
13. Sweet Seoul Tripper
14. 京浜狂走曲
15. シャンタン
  - 作詞・作曲：横山剣/菅原愛子
16. クリスマスなんて大嫌い!! なんちゃって♡
  - 作詞：横山剣/松井五郎
17. Sami-T Says 0317
18. 音楽力 w / Full Of Harmony × ISO from I.S.O.P.
  - 作詞：横山剣/菅原愛子/ Full Of Harmony/t.isogaya　作曲：横山剣/菅原愛子/ Full Of Harmony
19. 地球が一回転する間に
  - 作詞：横山剣/赤星サトル
20. 7時77分 -見えるオーケストラ仕様-
21. 横顔

### DISC.4　DVD（初回限定盤/CKB友の会限定盤）
CRAZY KEN BAND TOUR「もうすっかりあれなんだよね2015」@KANAGAWA KENMIN HALL 2015.11.22
1. Sukkari
2. 開拓者
3. Barrio Chino
4. 円盤 - Flying Saucer -
5. ウォーカーヒルズ・ブーガルー
6. タオル
7. 路面電車
8. シンガポール・スリング
9. もうすっかりあれなんだよね
10. 指輪
11. La Americana
12. eye catch：すっかり八兵衛 →6789
13. カフェレーサー
14. クリスマスなんて大嫌い!! なんちゃって♡
15. GTR → イカ釣り舟
16. 仮病
17. Loco Loco Sunset Cruise
18. Let’s Go Crazy Ken Band → タイガー＆ドラゴン
19. タツノオトシゴ
20. べレット1600GT
21. スポルトマティック
22. GT
23. デトロイト音頭（本牧仕様）（Encore 1）
24. 金龍酒家（Encore 1）
25. 香港グランプリ（Encore 1）
26. 太陽のモンテカルロ（Encore 2）
27. プレイボーイ・ツイスト（Encore 2）
28. パパの子守唄（Encore 2）
29. ENGINE（エンディング曲）

### DISC.5　DVD（初回限定盤/CKB友の会限定盤）
映画「イイネ!イイネ!イイネ!」

### DISC.6　DVD（CKB友の会限定盤）
＜MV全集パート(1)＞
1. Barrio Chino
2. レコード
3. OLDIES BUT GOODIES
4. 7時77分
5. I LIKE SUSHI
6. あ、やるときゃやらなきゃダメなのよ。
7. 甘い日々
8. タイガー＆ドラゴン
9. クリスマスなんて大嫌い!!なんちゃって
10. GT
11. まっぴらロック
12. せぷてんばぁ
13. COBALT HOUR
14. 肉体関係 Part2 逆 featuringクレイジーケンバンド
15. あの鐘を鳴らすのはあなた
16. あぶく
17. 男の滑走路
18. メリメリ
19. AMANOGAWA
20. プレイボーイ・ツイスト
21. 12月17日

### DISC.7　DVD（CKB友の会限定盤）
＜MV全集パート(2)＞
1. てんやわんやですよ
2. タオル
3. HEMI HEMI DODGE CRUISING
4. 湾岸線
5. 亀
6. THE POWER OF DREAMS feat. 横山剣
7. Life Is Beautiful feat. 横山剣
8. YOU'RE THE BEST! feat. 横山剣
9. コロ
10. ガールフレンド
11. VIVA女性
12. 1107
13. いっぱい いっぱい
14. ワイルドで行こう!!!
15. 不良倶楽部
16. ま、いいや
17. スパークだ！
18. 指輪
19. 香港的士
20. モトマチブラブラ
21. シンガプーラ
22. 愛の世界